# K종합서비스
K종합서비스는 전동차 및 객차, 철도역사 청소, 전호·연료 업무위탁관리, 객차비품 취급관리 등의 사업을 수행하는 대한민국의 기업이다. 코레일, 서울교통공사의 역사, 차량기지, 열차 청소와 기관차 전호·연료 사업으로 영위하고 있다.

## 연혁
- 1994년 2월 8일: 철차산업 주식회사 설립
- 2008년 4월: (주)K종합서비스(KIS)로 회사명 개칭